# 萬瑞興
萬瑞興，江蘇蘇州人，京劇琴師，一級演員，在中國國家京劇院張火丁戲劇工作室做音樂工作，著有《程派唱腔琴譜集》等書。
師承何順信、楊寶忠、徐蘭沅、鍾世章、唐在炘等先生學習京劇音樂藝術。
文化大革命期間，參加現代京劇《紅色娘子軍》（第2批樣板戲裡的1部）劇組，擔任甲組和電影版琴師，甲組和電影版鼓師是吳有禹。
京劇唱腔設計作品有現代京劇（京劇現代戲）《江姐》等。
曾應邀到美國夏威夷大學講學，教京劇音樂。